# Marco Rodríguez
Marco Antonio Rodríguez Moreno (ur. 11 listopada 1973) – meksykański arbiter międzynarodowy. Międzynarodowy sędzia FIFA od 1999 roku. Sędziował m.in.: turniej Copa América w 2004 roku i Mistrzostwa Świata w Niemczech. Z zawodu jest nauczycielem wychowania fizycznego, zna hiszpański i angielski. Był jedynym sędzią, obok Benito Archundii, który pochodził z Ameryki Środkowej, sędziującym na Mistrzostwach w Niemczech.